# 代紋TAKE2
『代紋TAKE2』（エンブレム テイクツー）は、1990年2月19日から2004年8月30日発売号まで講談社の漫画週刊誌『週刊ヤングマガジン』に連載されたSFヤクザ漫画。原作木内一雅、作画渡辺潤。

## ストーリー
1979年、新宿。暴力団・海江田組組員・阿久津丈二は、大学の応援団員たちとの喧嘩に負け、泣きながら詫びを入れていた。この事件以降、丈二の人生は何をやっても上手くいかなくなり、10年後の1989年、弟分に鉄砲玉を命じられ、逃げる途中で自滅し惨めに生涯を閉じた。
しかし丈二が次に目覚めた瞬間、そこは1979年の新宿で、自らが転落するきっかけとなった大学生との喧嘩の場面だった。10年分の記憶と人生経験を積んだ丈二は、気迫と知恵で大学生たちを撃退。そして金の代紋をつけ街をのし歩くことを胸に誓い、新たな人生をやり直し始める。

## 解説
題名の「TAKE2」は映画などでの「2度目の撮り直し」にちなんでいる。タイムスリップしたヤクザが人生をやり直すという、SF(ループもの)とヤクザものを組み合わせた発想で人気となり、15年に渡る長期連載となった。ヤングマガジンコミックス全62巻が刊行されており、データムック「代紋TAKE2 COMPLETE INDEX」も出版されている。
単行本の巻頭には本編のカラーページのみならず、女優・アイドルなどのヌードから担当の私生活や作者両名の趣味・人間ドックなど、週刊誌の記事をモチーフとした様々な企画が掲載された。有名人のファンによるインタビューには三沢光晴、ゆず、キャイ〜ンらが名を連ねたこともある。
作中では主に主人公の丈二とライバルの江原によって、物語の世界を操作する神の存在が語られている。江原によると、神は丈二の背後につき全知全能の力を持ってありとあらゆる人間の運命を操作しており、やがて江原の闘争本能の矛先は丈二ではなく神を越えることへと変わっていく。また、丈二は神の手によって時おり無意識のうちに行動や記憶を植え付けられており、この伏線を用いて迎えた「実は物語はコンピュータゲームの中での出来事であり、主人公も含め登場人物はゲーム内のキャラクターであった」という結末は多くの読者を驚愕させることとなった。

## 登場人物

### 阿久津組
阿久津丈二が千葉から新宿へ舞い戻ってきた後に旗揚げした組。当初は海江田の傍系だったが、丈二が海江田組三代目となって引退した後は、上部組織を持たず一本で通している。

#### 構成員
阿久津丈二（あくつ じょうじ）
本作の主人公。年齢は1979年当時21歳。1979年にサトシらとの喧嘩に負けたことがきっかけでヤクザとして風格が上がらなくなり、1989年に弟分であるはずの洋一の命令で黒川興業に鉄砲玉として飛ばされ、逃げる途中で自分の撃った拳銃の跳弾を腹部に受け、その生涯を閉じる。しかし最期の瞬間、1979年のサトシとの喧嘩の場面にタイムスリップ。21歳の若さと31歳の記憶・経験を武器に、ヤクザとしての人生を再開する。
物語序盤は二代目海江田組の末端組員として活躍し、海江田組若手のホープと目され山崎組長のボディガードを務めるまでにのし上がった。しかし飴菊戦争をきっかけに護衛に失敗した山崎を失って親友でもあったツトムを殺害せざるを得なくなり、戦争終結後、正人を殺害された仇討ちに江原を襲撃、その罪で府中刑務所に収監され、江原率いる三代目海江田組を破門された。
収監後、江原が海江田組三代目を襲名した事で「人生のやり直し」に失敗したとして自暴自棄になりかけるが、何をすることもできない獄中という環境で逆に諦めがつき吹っ切れる。獄中で再会した土橋が明石組と揉めた際は、タイムスリップ前の記憶を生かして所長の弱みを突く事で、入院させないことで獄中の病死を狙われていた明石組親分の入院を認めさせる事を手土産に土橋と明石組の間を仲裁し、同時に明石組幹部にも認められる。その際、後の明石組若頭、当時若頭補佐から直系の兄弟杯を打診されるが、破門されている身である丈二を抱える事で波風を立てないための「一旦は海江田組三代目である江原と親子杯を交わす」という条件を認められず、これを断る。
新所長主導による服役者虐待に対する暴動が起こった際は、当初は無関心の立場を取っていたが、潜入してきた警視庁の密偵の言を受けた事もあり、土橋やアキラらと共に府中刑務所で発生した暴動を鎮める事に成功。異例の早さで仮釈放を認められ出所。田上連合と明石組の承認の下、両者の手の届かない千葉県木更津市で白浜組八代目を襲名する。後に明石組の関東進出を食い止めたことで千葉を統一し「千葉阿久津連合会」を築き上げる。
その後、白浜組と千葉阿久津連合会を引退して新宿へと舞い戻り、大田原組の舎弟として阿久津組を旗揚げする。その後、海江田組から江原を放逐して三代目だった事実も抹消、海江田組の正統三代目を継承したが、その直後に四代目を志村に譲って海江田組を引退。以降、どの系統にも属さない独立系組織として阿久津組を運営しているが、本人曰く「高校中退」のため、大学を出ている(厳密には四年生時に中退)近田達に(主にシノギや経理の面で)運営を任せる事もある。終盤では江原との長きに渡る因縁を制し、最終話では田上梅沢一家総長を経て関東八州田上連合会会長に就任したことが語られた。そして、民政党幹事長との会談のため車で移動するも、渋滞を避けるべく入った裏道を進む途中、車窓から見える景色に既視感を抱いたのをきっかけに強引に車を止めさせ、奇しくも自身の感覚では10年前に自身が死んだ場所にたどり着き、今がまさに「自分が死んだのと同じ日に、同じ場所に立っている」という状況であることに衝撃を受けるも、そこで今なお江原への兄弟分の絆を胸に抱き続けていた潮の襲撃を受け、致命傷を負う。その後は薄れゆく意識の中で自分達の存在する世界の真実を知る。それはこの世界そのものがスーパーファミコンのゲームソフト『代紋くん 成り上がれ極道の頂点』の中の世界であり、丈二自身はそのゲームの主人公にしてプレイヤーキャラクターで彼が生き返ったのも実のところはこのゲームのプレイヤーの2人の子供がゲームをやり直しただけで、それでいて丈二が「前の人生」の記憶を保持していたのはゲーム自体にバグがあったために本来はやり直しの際にパラメーターがリセットされるはずがそのまま残されるという、偶発的に強くてニューゲームと同じ状態になっていたからであった。
初期は軽薄でやや臆病な性格だったが、未来の記憶を武器に様々な困難を乗り越えるうちに人間的に大きく成長、やがて20代の若さで日本中の極道の誰もが一目置く存在となった。ヤクザとしては優しい性格の持ち主で、自分の命を狙った相手を許した上で身内に加えることも少なくない。
近田 勇（ちかだ いさみ）
阿久津組若頭。拓山大学応援団団長だったが、サトシが丈二と揉めた一件が原因で土橋・サトシと共に退学処分になり、三人揃って丈二の舎弟となった。丈二が白浜組八代目を襲名した時に舎弟から子分となり、阿久津組を旗揚げした後は若頭として組のシノギや経理を仕切っている。名前が「いさみ」とされている場面もある。丈二と江原の最終決戦でも前線で指揮を執るも片脚を失い、戦線を離脱した。最終話では足を洗って土橋と共にコーヒーショップを立ち上げており、義足と杖を使用している。
土橋 歳実（どばし としみ）
阿久津組幹部。元・拓山大学応援団副団長。近田・サトシと共に大学を退学処分になり、ヤクザを志して二人と共に丈二の舎弟となる。
神田賢治との内部抗争で恋人を殺され自身も瀕死の重傷を負うも、幹部会の席で破門になった神田を射殺し、殺人罪で逮捕された。当初は黒羽刑務所に収監されていたが、刑務官を暴行して刑を付加され府中刑務所へ移送、そこで丈二と再会する。再会した当初は、神田を殺害したことによる増長や神田に恋人を殺された恨みから丈二に反発していたが、明石組の渕上との揉め事を丈二に仲裁されたことで和解し、関係も元通りに修復した。丈二が白浜組八代目を襲名した時に舎弟から子分となり、阿久津組旗揚げ後は幹部として組を仕切っている。神田賢治を殺害して以降は阿久津組の内外から「あの神田賢治を殺した男」と恐れられていたが、出所後は大きな動きは見せておらず、アキラやサトシと比べて活躍は少ない。また、当初は口髭を生やしていたが、出所後は額に弾痕が残った代わりに髭は無くなっている。
最終話では片脚を失った近田と共に足を洗い、コーヒーショップを立ち上げたことが語られている。
本人曰く「文学部出の学士様」らしく、丈二に学歴を自慢した事もある(丈二は高校中退)。
サトシ／斎藤 聡（さいとう さとし）
阿久津組幹部。福岡県出身。元・拓山大学応援団親衛隊隊長。団員を率いての丈二との喧嘩で、「前の人生」では丈二の転落のきっかけを作ったが、「後の人生」ではそれが原因となって大学を退学になり、近田・土橋と共に丈二の舎弟となる。丈二が白浜組八代目を襲名した時に舎弟から子分となり、阿久津組旗揚げ後は幹部として組を仕切っていた。
女性関係のもつれから可愛がっていた舎弟・隆二を浅葉会・三島組の三瓶栄一に殺され、三島組との手打ちによって隆二の仇を討てなくなったことで精神を病んだ。その後、三瓶を殺害するため単身浅葉会と大立ち回りを演じて瀕死の重傷を負い、最後はとどめを刺しに病院を襲撃した三瓶と刺し違えてその生涯を閉じた。
近田・土橋共々、丈二より一歳上という。父親は「博多のアンドレ・ザ・ジャイアント」と呼ばれ周囲から怖れられる存在だった。
浅野 洋一（あさの よういち）
二代目海江田組組員で、丈二の舎弟。年齢は1979年当時19歳。調子のいい移り気な性格で、内心で丈二を馬鹿にしながら、江原や福永にすり寄っている。
「前の人生」では海江田組幹部となり、江原の指示で兄貴分である丈二に黒川興業への鉄砲玉を命じて、丈二を死に追いやった。「後の人生」では丈二と江原の間を調子よく立ち回り、江原が海江田組三代目となった後は組員の座に収まる。江原破門後は末端組員として四代目海江田組に残り冷や飯を食っていたが、待遇改善を欲して丈二に舎弟杯を降ろしてもらう打診をする。その調子の良さが丈二に嫌われ一度は拒絶されるが、そこしか行く場所がもうない事もあり、リンチを受けても一歩も引かない覇気を見せ、ようやく丈二にわずかながら認められ舎弟となり、梅江田から阿久津組への養子という形で阿久津組組員になった。。
再び丈二の舎弟となった後は、タカシからは「ダメな奴だがどこか憎めない」と評されていたが、やがて渡世きっての武闘派である阿久津組に揉まれ、かつてとは別人のように度胸と覇気のある性格になった。丈二が拉致され命の危機に晒された時は、単身でショットガンを手に居場所を突き止め乗り込み救出するなど、値千金の活躍をして本当の意味で認められていく。丈二と江原の最終決戦で死亡し、丈二を始めとする阿久津組関係者はその死を惜しんでいた。
石田 一成（いしだ かずなり）
二代目海江田組幹部。『念仏の石田』の異名を持つ、組随一のヒットマン。殺しの腕を買われて幹部にまでのし上がったが、そのためにシノギに関しては全くの無知で、ノミ屋で失敗し数千万もの借金を抱え込んでいた。「前の人生」ではそれが原因で覚醒剤中毒になり、破門されたことを逆恨みして山崎を殺害。しかし「後の人生」では丈二のシノギを手伝ったことで借金を完済、覚醒剤売買に手を染めず山崎を殺害することもなくなった。
それ以来何かと丈二に目をかけるようになるが、江原が海江田組三代目を襲名した際に海江田を引退させられ、その後、木更津で白浜組を継いだ丈二の下に転がりこみ、八代目白浜組、後に阿久津組舎弟頭となった。その後も丈二を支えていたが、時折自身のヤクザとしての人生に疲れたことを窺わせる発言をしていた。終盤では多香子という娘ほど年齢が離れた少女に惚れてしまい、一時期阿久津組と距離を置くも彼女に別れを切り出して戦線に復帰した。最終話では足を洗って多香子と共に飲食店を開き、入籍を控えていることが語られている。
丈二が自分の周りで起こり得る未来を的確に言い当てたことから、早い段階から丈二がタイムスリッパーであることを信じていた。外見は強面で腕も度胸もあるが根は純情で、オナニー好きな一面もある。しかし、そのことを聞いたアキラは信じられない悪夢を見た模様。また、丈二とカオリのために子供服を買おうとしていたが、土橋達には「その人相で行ったら警察が飛んでくる」と言われたこともある。
タカシ／福永 孝（ふくなが たかし）
二代目海江田組組員のち、二代目海江田組系江原組若頭。後に旧・三代目海江田組若頭補佐・二代目江原組組長。二代目海江田組時代は丈二の同期で、江原の舎弟として事あるごとに丈二と反目しあっていた。
江原の三代目襲名後、丈二の出所に際してその処遇の是非を決める会合が明石組と持たれた際、江原は明石組の要求を撥ねつけて丈二を殺害する事を考えており、丈二が料亭を出た瞬間に殺害するよう命じられていた。しかし実際は明石組の想定外の強気の態度に江原が要求を断り切れず、事実上手出し無用を呑まされた状態で丈二が料亭を出てしまう。それらの事情が江原から連絡されないまま襲撃を決行した結果、丈二の殺害こそ失敗に終わるものの、明石組を激怒させてしまう。しかし責を問われた江原が「自分は命令を出していない、勝手にやったこと」と嘘をついて保身に走った上、ケジメとしてその場で左腕を斬り落とされる。その後、再び江原の命を受けて白浜組組長となった丈二を狙って木更津に乗りこむが、保身のために命令を撤回した江原の言葉を聞かず破門され、丈二に救われる形で白浜組の一員となり美川貴(みかわ たかし)と名を変えた。
江原が海江田から絶縁処分になった後は破門を解かれ、名前も元に戻す。政岡が白浜一家総長を襲名し白浜組九代目を引退した際、十代目として組を引き継ぎ、その後十代目を引退して新宿に戻り、丈二の舎弟として阿久津組の一員となった。
江原の配下だった頃は半ば調子のいい性格だったが、左腕を斬り落とされて以来別人のように気性が激しくなり、千葉連合や阿久津組きっての武闘派となった。その気性の激しさが、後に阿久津組と海江田組の深刻な対立を引き起こす間接的な要因の一つとなる。丈二と江原の最終決戦では手を撃たれて負傷するもその行く末を見届けたが、最終話では主要な阿久津組組員の中で唯一その後が語られていない。
アキラ／森下 晶（もりした あきら）
阿久津組幹部。丈二とは同い年。福岡県出身で博多弁を使い、明るく調子のいい性格をしている。
元は博多の梅鉢一家の一員で、福岡県警の締め付けにより組が解散させられた復讐のため県警本部に乗りこみ、殺人未遂等の罪状で府中刑務所に収監された。府中において「日本一の親分の下で日本一の子分になりたい」と自ら頼みこんで丈二の舎弟となり、以来丈二の子分として千葉や新宿で活躍する。
「原爆の晶」の異名を取り、警察官数十人を単身素手で叩きのめすほど喧嘩が強く、土壇場での頭の回転も非常に速い。しかしその実力に反して銃の扱いは下手で、商売も苦手にしている。そのため幹部でありながら特定のシノギを持っておらず、生活は常に困窮している。一攫千金を狙っては様々なシノギに手を出すも浅はかな考えで動いているため、毎回のように失敗またはさやかから制裁を受けており、丈二からはその度にバカ扱いされている。
白浜組時代にさやかに一目惚れしてやがて交際を始め、後に結婚した。なお、最終話では彼のみが他の阿久津組組員と異なり、丈二の子分としてヤクザを続けている模様。
彼主演の話が展開されることもあり、その分量は最大で単行本一冊分に及び、丈二が全く登場しないこともある。
南 慎一郎（みなみ しんいちろう）、千葉 繁樹（ちば しげき）
土橋の舎弟。通称・特少ブラザーズ。それぞれ中学生時代に殺人を犯して特別少年院に収監され、その後も院内等で犯罪を重ね、繰り上がりで刑務所に送致されて土橋の舎弟となった。仮釈放後は阿久津組の一員となったが、旧・三代目海江田組との抗争で処分を解かれ、再び刑務所へと収監された後、終盤で復帰する。

#### 関係者
島村カオリ（しまむら かおり）
新宿のホステス。年齢は丈二より四歳上。「前の人生」では江原の恋人だった。「後の人生」では丈二と恋人同士になり、積極的に丈二の身の周りや白浜組・阿久津組の世話をしていた。心優しい性格から阿久津組幹部達からは「姐さん」と慕われ、彼らの悩みや相談に乗っては励ましていたこともあった。美也子やさやかとは当初は険悪だったが次第に仲良くなり、さやかにはアキラとの仲裁に入ったり歳上としてアドバイスするなど面倒見が良く、彼女からは慕われていた。江原絶縁後は丈二と結婚し、子供を授かるも結婚式当日に現れた江原にお腹の子諸共殺害される。その死には阿久津組を始めとする多くの関係者が心を痛めた。
美也子（みやこ）
「前の人生」の丈二の妻。太った体格で外見はよくない。
丈二と出会った時は大学生で、前の人生では事ある毎に丈二をいじめる悪妻だった。しかし「後の人生」では、丈二と付き合いを続けるうちに甲斐甲斐しい性格になり、白浜組以来カオリと共に様々な形で丈二を陰から支えていた。カオリやさやかと共に行動し、特にカオリとは丈二の恋敵や親友として切磋琢磨するも抗争に巻き込まれる彼に耐えかね、丈二のもとから去った。その後は阿久津組とは距離を置いているもののしばしば登場し、彼らのサポート役となる場面もある。組み技が得意でチンピラ数人を一蹴するほど腕っぷしが強く、丈二には「タイソンにも勝てるかもしれない」と言わしめた。前の人生では、丈二との間に優樹という一人息子がいた。
前述の通り、カオリとは恋敵であったが親友でもあり、丈二と彼女が結婚する際には誰よりも喜んでいた。それだけに彼女の死には人一倍悲しんでいた。
松田さやか（まつだ -）
千葉のレディース・紅孔雀の三代目総長。「鬼姫」という異名で呼ばれていた。外見は可愛らしいが、男勝りの暴力的な性格で非常に気が強い。
千葉狂走連合と丈二との諍いをきっかけに丈二に憧れ、白浜組に出入りするようになる。その後、伯野との戦いに赴くアキラと体を重ねたことをきっかけにアキラと付き合い始め、約7年の交際を経て後に結婚した。
当初はつきまとうアキラに対して暴言を吐いたり、カオリや美也子に対して「ババア」と呼ぶなど生意気な一面が目立っていたが、その後は次第に丸くなり、彼女らとは仲良くなった。特にカオリに対しては人生の先輩として慕っていた。素直になれない性格でアキラとは日頃から喧嘩が絶えないが互いに深く愛しており、彼のために風俗嬢を決意するほど(アキラの懇願で未遂に終わった)。
多香子（たかこ）
物語終盤に登場したツインテールで童顔の美少女。年齢は10代後半とのこと。カオリ達とは関わりがないものの石田と交際していた。父親がいないらしく、石田を「イッシー」と呼ぶなどからかいつつも愛しており、1人の男としてと同時に父親の面影も見ていた模様。阿久津組として抗争に赴く石田に別れを切り出され、土下座をする彼のもとを去ったがその目には涙を浮かべていた。最終話では復縁したらしく、足を洗った石田と共に飲食店を開き、入籍を控えていることが語られた。

### 海江田組
関東八州田上連合会・田上梅沢一家に所属する組織。新宿を縄張りとし、二代目山崎組・大西組・氏家組・大田原組など下部組織を抱えている。二代目はかつて高い戦闘力で知られていたが、その後は経済派が台頭し、民事介入暴力やノミ屋を主なシノギとしていた。

#### 二代目
山崎 忠義（やまざき ただよし）
二代目海江田組組長で、田上梅沢一家若頭補佐。義侠心に厚い昔ながらの博徒で、子分や舎弟のみならず、上や外部の人間からも一目置かれている。
「前の人生」では覚醒剤中毒になった石田に射殺されていた。「後の人生」では田上梅沢一家の後継者と目される立場にあったが、神田賢次の事件によって田上梅沢内で孤立し、更に飴菊戦争を発端にした菊水会との抗争において破門され、最後は菊水会・安田の送り込んだヒットマンに殺害された。
前の人生でも後の人生でも何かと丈二に目をかけ、死後も丈二の極道としての大きな目標となっている。
佐山 久（さやま ひさし）
二代目海江田組組員で、仲西の舎弟。江原の同期で、丈二の直接の兄貴分。商売や金儲けはあまり上手くない。
江原の海江田組三代目襲名後、恐喝罪で丈二と同じ府中刑務所に収監。兄弟分だった的屋を刑務官に殺害された復讐に刑務所内で暴動を起こし、警察組織を震撼させた。暴動鎮圧後は丈二らに遅れて釈放され、末端組員として海江田組から虐げられる日々を送っていたが、江原の破門後に復権し、四代目海江田組舎弟頭となった。江原三代目襲名後に江原の命令で丈二を襲撃したが見逃され、覚醒剤中毒になっていた氏家を救い江原の破門に決定打を与えた。最終話では、五代目海江田組組長となる。
「前の人生」では、極道から足を洗って正人の経営するコーヒーチェーンで店長を務めていた。
浜田 正人（はまだ まさと）
二代目海江田組組員で、佐山の舎弟。丈二の五分の兄弟分で、普段からよくつるんでいた。「前の人生」では佐山と共に極道から足を洗い、立ち飲みのコーヒーショップチェーンの社長を務めていた。しかし「後の人生」では、菊水会との抗争の最中に丈二を狙う江原の放った刺客に刺され、命を落とす。
中山 光一（なかやま こういち）
二代目海江田組組員。正人に比べて丈二とつるんでいた描写は少ないが、年齢も近いかつ同期だったようで仲はそれなりによかった模様。カオリなど海江田組関係のホステス達からは「ミッちゃん」と呼ばれていた。10年後の時点では禿げていたようでタイムスリップしたばかりの丈二は彼の頭髪が残っていたことに驚いていた。初期の海江田組の人物紹介図には居たが、いつのまにか登場しなくなった。
仲西 健造（なかにし けんぞう）
二代目海江田組若頭補佐・仲西組組長。佐山の直接の兄貴分で金に意地汚いが、弟分思いの一面もある。海江田組を代表する武闘派で、若い頃は「ドス健」とあだ名され恐れられていた。
山崎組長が殺害された後、海江田組を割って独立するが、「前の人生」では氏家に、「後の人生」では江原に追い詰められる。「前の人生」ではその後堅気になったと見られるが定かではない。「後の人生」では末端組員として三代目海江田組に復帰。江原絶縁後に復権し、仲西組を復興させ四代目海江田組相談役となった。
氏家 利男（うじいえ としお）
二代目海江田組若頭補佐・氏家組組長。江原の兄貴分。海江田組随一の経済ヤクザで、組内でも屈指の実力者である。
「前の人生」では山崎殺害後、その経済力によって三代目組長となるが、金の亡者に成り下がり、舎弟頭となった大西達に引退を画策されていた。「後の人生」では神田賢治との抗争で失脚し、若頭補佐から平幹部へ降格される。江原の三代目襲名後、江原の陰謀で覚醒剤中毒となり廃人寸前まで追い詰められたが、佐山の看病によって中毒を克服し、江原放逐後は仲西と同じく四代目海江田組相談役になった。
終盤でも佐山や仲西と共に登場し、自分達の存在する世界や丈二と江原を取り巻く「何か」について違和感を感じていた描写がある。
大西 康雄（おおにし やすお）
二代目海江田組若頭・大西組組長。組内外から高い評価を受けていたやり手で、二代目海江田組では実質的な運営を担っていた。「前の人生」では氏家の三代目襲名後、氏家の舎弟頭となった。「後の人生」では組内で台頭してきた丈二に対し、山崎と共に何かと目をかけていたが、菊水会との抗争でヒットマンに襲われ、相討ちに持ち込んで死亡した。
大田原征蔵（おおたわら せいぞう）
二代目海江田組舎弟頭。保身のためには変わり身や舎弟を身代りに差し出すことも厭わない。
江原の三代目襲名後、相談役に据え置かれ海江田組での実権を奪われた挙句博打にのめり込み、借金にまみれて身動きが取れなくなる。その状況を、新宿に舞い戻り阿久津組を旗揚げした丈二に救われ、丈二を舎弟として大田原組をやり直すが、自らの保身のために江原に付き、子分や丈二を裏切り、丈二の新三代目襲名が決まった後は破門され極道界から姿を消し、以後は登場しない。
神田 賢治（かんだ けんじ）
二代目海江田組幹部・二代目山崎組組長。山崎がまだ若手だった頃からの子分で、山崎が海江田組二代目を襲名した時に山崎組二代目を引き継いだ。極めて自己中心的かつ凶暴な性格でならず者のような面が強いが、山崎のことを心から慕っている。
「前の人生」では獄死していたが、「後の人生」では山崎が丈二を可愛がっていることを聞きつけ強引な手段で仮釈放をもぎ取り出所。義兄で山崎組若頭である宮下ツトムを氏家組若頭に殺されたことで氏家組と内部抗争を引き起こし、巻き添えで土橋の彼女を殺し、土橋に瀕死の重傷を負わせる。そしてそれが原因で海江田組から破門され、最後は幹部会の席で土橋に射殺された。
雑誌連載時には「本田賢治」と表記されていたが、単行本掲載から「神田賢治」に変更されている。
牧田 信治（まきた しんじ）、栗山 正（くりやま ただし）
二代目海江田組組員で、石田の舎弟。「前の人生」では山崎を殺した石田を殺すため、共に組からヒットマンとして差し向けられ、石田を射殺していた。「後の人生」では菊水会との抗争で鷹山を殺した石田の身代りに逮捕され、千葉刑務所に収監された。その後8年の刑期を終えて出所し新宿に戻ってきたが、自分より下の立場だった丈二の盃を受けることを嫌がり、それが引き金となって阿久津組と海江田組の深刻な対立を引き起こし、有田に囚われ瀕死の重傷を負わされる。事件が終息した後は王傑臣の手引きで二人とも台湾へ高飛びし、日本から姿を消した。

#### 四代目
志村 勝男（しむら かつお）
大西組若頭、後に旧・三代目海江田組若頭・二代目大西組組長。丈二の手で江原が三代目を放逐された後、丈二の命令で四代目組長を襲名し、後に田上梅沢一家若頭補佐。しかし、阿久津組との対立によって歳下の丈二との格の違いを見せつけられたことで精神が歪み、後に田上連合を揺るがす大事件を引き起こし、工藤と中山を襲撃する。最後はかつて追い出した江原に組を蹂躙された上に「志村を殺せば助ける」という甘言に乗った子分達が殺し合いを始め、最終的には恐怖と絶望に苦しみながら秋山に殺害された。
大西のことを心から慕い、江原が絶縁処分になり放逐された後、東京から落ち延びようとする江原を仇討ちとして襲撃したが、結果的に失敗に終わっている。旧・三代目若頭時代は、江原の気性の激しさや覚醒剤取引などに強い懸念を抱いていた。
秋山 元（あきやま げん）
旧・三代目海江田組若頭補佐・三代目江原組組長。タカシが旧・三代目を破門になった後、タカシの地位を引き継いだ。元はタカシの舎弟のち子分で、タカシのことを親と慕っている。志村の四代目襲名後は海江田組若頭となる。徐々に精神が歪んでいく志村に反発しながらも最後までついていく姿勢を見せたが、最終的に志村を殺害した。彼の殺害後は生き証人として生かされ、その際に江原から「”海江田組の呪い”を継ぐも良し、引退するも良し」と投げかけられるも「海江田組三代目はアンタじゃなくて丈二だ」と言い返す。その後は病院に移されたことが語られた。
有田 隆二（ありた りゅうじ）
四代目海江田組組員。武闘派で、思慮が浅く自制の利かない面がある。かつて自分より下の立場だった洋一に追い込みをかけられたことに逆上し、抗争の火種を作って手柄を立てるため、組の命令を無視して牧田と栗山を拉致し激しい拷問を加える。その後、洋一の舎弟を殺害して逃走、見ず知らずの民家に上がり込んで潜伏していたところを洋一に発見され射殺された。

### 江原一派
江原 慎吾（えばら しんご）
二代目海江田組組員のち幹部。丈二の兄筋に当たる。大阪府出身で関西弁を使う。
経済派のヤクザで、二代目海江田組では組内の若手きっての実力者だが、金儲けに精を出し仁義を疎かにする面があるため、山崎らから目をつけられている。「前の人生」ではただそれだけの存在だったが、「後の人生」では丈二の台頭によって野心と凶暴性が増し、様々な陰謀を巡らせて山崎亡き後の海江田組三代目・田上梅沢一家若頭補佐・田上連合理事にまで上り詰めた。しかし、千葉から新宿に戻ってきた丈二の活躍により山崎殺害が自らの指示であることを暴かれ、海江田組を絶縁され、三代目だった事実も抹消された。
その後、志村の暗殺から生き延び、大阪でホームレスとして生活していたところを明石組の大森に拾われ、力を蓄える。そして大森と渕上の跡目争いが勃発した後、大森の手助けという名目で東京に傭兵を送り込み、自らも潮と共に東京へ乗りこんだ。
「後の人生」ではカオリのかつての恋人であり、海江田組三代目時代からカオリに対する未練を捨てきれないでいた。一方で自分の前に立ちはだかり続けた丈二に対する憎しみも極めて強い。「前の人生」でもカオリと付き合っていたと丈二は言っていたが、丈二の記憶が混濁していたようで詳細は不明。旧・三代目海江田組は構成員に対して圧政が敷かれ、ノミ屋などよりも覚醒剤取引を主な収入源にするようになっていた。そして東京に再び舞い戻った時に、丈二との結婚式当日にウェディングドレス姿のカオリをその手で射殺した後、潮や傭兵達と共に日本中を震撼させる大事件を引き起こす。最終的には傭兵達を全て失い、丈二との一騎討ちで彼を追い詰めるも、丈二を追い詰めた事も含めて丈二も疑っていたのと同じように「人智を超えた何かに自分たちは操られているのではないか」という疑念が強くなりすぎ、「シナリオ通りにはさせない」と言い残し、持っていた拳銃で丈二の目の前で突然自殺した。
丈二との対立を経ていく中で自分達の存在する世界の真実や自分と丈二を取り巻く「何か」について、完全には理解していなかったもののほぼ悟っており、自分たちの存在に疑問を抱いていた。
内田 潮（うちだ うしお）
江原の舎弟。元いた組が解散し、大森組・倉田会の客分として江原のシノギを手伝っていた。江原に惚れ込んで自ら舎弟となることを望み、共に東京へ乗りこむ。春香という恋人がいたが、丈二と江原の最終決戦で無法地帯と化した東京に巻き込まれて断腸の思いで彼女を殺害した。その後は江原と共に行動を共にするも、丈二との最終決戦で江原がこの世界について語るのを「頭がおかしくなった」と指摘したタカシとの言い争いをきっかけに、江原が「撃つな！」と止めるのを無視してタカシとの一対一の銃撃戦を行い、タカシの右手を撃ち抜くも体に何発もの銃弾を受けて倒れた。それ以降の消息は不明だったが最終話で丈二を銃撃し、自身はその場にいた佐山に撃たれる。今際の際に春香に対して「やっとお前の所にいける」と言い残して倒れた。
江原ほどこの世界の真実について考えてはいなかったものの、江原への忠誠心から彼の発言を否定した先述のタカシの件では春香を殺したことを「こんな狂った奴のせいで自分の女を殺す羽目になったんだぞ」と指摘されても「黙れ！黙れ！黙れ！」と否定することで江原を擁護していた。

#### 江原が雇った傭兵
カルロス・クライバー
傭兵。江原が雇ったフランスの民間軍事会社、エグゼクティブ・デルタ社に所属する傭兵部隊のリーダーで、階級は大佐。圧倒的な戦闘力と豊富な軍事知識を持っており、江原の依頼を受け、部下達と共に東京を大混乱に陥れた。丈二とすれ違った際に何かを感じ、彼を警戒するようになる。後に日本から脱出するにあたって、丈二との決着をつけるために部下と別れて阿久津組及び千葉阿久津連合会組員達を相手に単身で辺りを火の海に巻き込んで多くの組員を殺害した。最終的には丈二を追って燃え盛るデパートに侵入し、そこに潜んでいた丈二と一騎打ちでは当初は軍人としての戦闘力で戦闘を有利に運ぶが、ガスマスクの死角を突いた丈二に日本刀で両腕を切り落とされた末に刺殺された。
劇中ではオーストリア国籍となっているが、ムックではオーストラリアとされている。また、雑誌連載時には「カルロ・スクライバー」と表記されていたことがあったが、しばらくして元に戻されている。
ジェームス・ローリング
カルロスの部下。階級は特務曹長。傭兵部隊のナンバー2で医療担当でもある。イギリス出身。東京を大混乱に陥れた後、日本を脱出する際にアランとケビンと共に電車に乗って移動するが、職務質問に来た刑事を殺害する所をその刑事の部下に見られてしまい、駆けつけた機動隊及び自衛隊との銃撃戦の末に銃殺された。
ルイス・ザブロンスキー
カルロスの部下。階級は一等軍曹。爆発物のスペシャリスト。ロシア系アメリカ人。カンボジアでの捕虜生活によるトラウマで、不潔なものや悪臭を極端に嫌う。丈二を捕えて監禁した際に彼に不潔なものや悪臭が弱点であることを見抜かれ、トイレに連れていく際に身体を自由にしてしまったことで手榴弾で丈二に爆殺された。
アラン・フルニエ
カルロスの部下。階級は三等軍曹。コンピューターと通信を担当する。お調子者かつ粗暴な性格のトラブルメイカー。フランス出身。東京を大混乱に陥れた後、日本から脱出する際にカルロスと別れ、ジェームスとケビンと共に電車に乗って移動するが、職務質問に来た刑事を殺害する所をその刑事の部下に見られてしまい、駆けつけた機動隊及び自衛隊との銃撃戦の末に銃殺された。
ケン・アレクザンダー
カルロスの部下。階級は伍長。通訳担当で、英語と日本語・中国語・韓国語を話せる。日系アメリカ人。ルイスを爆殺して逃走した丈二を追うが、彼が竹林に逃げ込んだことで発砲した銃弾が跳ね返って負傷し、その傷がもとで破傷風を発症してしまう。自分たちでは手当ができないと判断され、警察に顔が割れていない潮に運ばせ、日本人のフリをして入院した。最終的に他の傭兵達は全員死亡したため、唯一の生存者となった。
ケビン・ブラウン
カルロスの部下。階級は伍長。重火器・車両担当。母親思いでもある。アフリカ系アメリカ人。東京を大混乱に陥れた後、日本を脱出する際にジェームスとアランと共に電車に乗って移動するが、職務質問に来た刑事を殺害する所をその刑事の部下に見られてしまい、駆けつけた機動隊及び自衛隊との銃撃戦の末に銃殺された。
フランシス・バラウド
カルロスの部下。階級は伍長。狙撃担当。イギリス人。アキラの作戦で阿久津組によって下水道の用水路にガソリンを巻かれ、その際に阿久津組と鉢合わせて発砲してしまったため、引火したガソリンによって全身大火傷を負う。致命傷だと悟り、自身への止めを懇願してカルロスによって銃殺された。

### 関東八州田上連合会
関東の暴力団連合組織で、通称は田上連合・関東八州田上連合・田上連合会。構成員は総計1万2千を数える。直系団体はいずれも「田上○○一家」と呼ばれている。
工藤 英次（くどう えいじ）
関東八州田上連合会幹事長・田上吉田一家七代目総長、のち関東八州田上連合会会長。初登場時は収監されており、府中刑務所暴動の際に丈二と面識を持つ。出所後に山城の後を継いで会長となり、丈二が海江田の新・三代目を引退する時に丈二の兄貴分となった(この時に渕上も丈二との兄弟盃を交わしたため、明石組の渕上とも回り兄弟となる)。後に阿久津組と三島組の抗争におけるけじめとして丈二の申し出により盃を水にするも、それ以降も理解者として丈二の後ろ盾となる。しかし丈二に肩入れする姿勢を清水や辻井に疎ましがられ、中山ともども志村の放ったヒットマン達に襲撃され、重症を負うも一命を取り留めた。
山城 寅松（やましろ とらまつ）
関東八州田上連合会会長。明石組の渕上と共に、丈二の白浜組八代目襲名のお膳立てを行った。その後は高齢及び体調不良のため、幹事長の工藤に跡目を譲って自身は総裁に就任し、一線を退いた。
渡辺 信次（わたなべ しんじ）
関東八州田上連合会会長室長・田上村山一家二代目伊藤組組長。山城・工藤の室長を務める。初期は丈二のことをチンピラ呼ばわりしていたが、次第に実力を認めた。丈二の新三代目襲名の時も媒酌人を務める。

#### 田上梅沢一家
田上連合の中でも江戸時代から続く名門として知られる。初登場時は四代目だったが、すぐに中山の五代目体制となる。丈二が所属する海江田組の他、中山が率いていた中山組や清水が所属している島原組といった下部組織を抱えている。
中山加津夫（なかやま かつお）
関東八州田上連合会常任理事・田上梅沢一家五代目総長。四代目時代は田上梅沢一家若頭で、山崎と五分の兄弟分だった。丈二が海江田の新・三代目を引退する時に丈二と五分の兄弟分となり、その後も山崎の後継者である丈二に目をかけている。自身の優柔不断な性格に苦悩することが多いが、兄弟分思いの男である。工藤会長を守りながらこの世を去った。
清水 光一（しみず こういち）
五代目田上梅沢一家若頭。六代目総長になることを目論み、田上連合幹部に対して様々な政治工作を行っている。かつては山崎の舎弟だったが、出世した後はヤクザとしての筋目を重んじる山崎と対立しており、傍系に追い込むなど山崎を嫌っていた。山崎の遺志を継ぐ丈二とも折り合いが悪く、中山が彼に総長の座を譲ると聞いた際には志村を使って工藤と中山を襲撃させて丈二を犯人に仕立て上げる。しかし、欣也の尽力によって全ての悪事が露見し、命乞いをするも殺害された。
辻井 隆（つじい たかし）
五代目田上梅沢一家若頭補佐。中山の子分。丈二が千葉から新宿に戻って阿久津組を旗揚げした際、清水の政治的な目論見から丈二の舎弟になったが、その影響で丈二や江原達の関係がややこしくなった。清水と行動する描写が多いものの、軽んじている場面もある。
矢野 欣也（やの きんや）
山崎の五分の兄弟分だった黒川組(当初は独立組織だったが後に田上梅沢一家傘下に入る。また、初期の頃は黒川興業とも表記されていた)。四代目総長・矢野恵蔵の実子。丈二より一歳年上でサトシらと同い年。少年時代は渋谷の暴走族で名の通った存在ではあったが、代紋バッジのイザコザで丈二ともめる事に。「前の人生」で恨みを持っていた丈二と助けに入った石田にケガを負わされてしまう。 後に失脚し若者らにシンナーを売りさばく日々を過ごしていた所、江原に空気を入れられ、丈二を密告し陥れようとするも、反対にまくられ江原とも距離を置くようになる。初登場時は黒川組若頭の組で幹部として修行をしていた。その後、父親の後を継いで黒川組五代目を襲名、中山の舎弟として若いながらも田上梅沢一家幹部となり、丈二に次ぐ異例のスピードで関東極道界を出世する。
「前の人生」では黒川組総長として、丈二の死の大きな原因となった。「後の人生」では修行時代に丈二と対立したのをきっかけに、丈二を激しくライバル視するようになる。しかし互いに敵意は抱いておらず、状況によっては協力関係になることも少なくない。
伊香 淳一（いが じゅんいち）
アキラ主演のエピソードに登場する中年で歯抜けのヤクザ。口が上手く胡散臭いが法律に精通しており、どこか憎めない人物。舎弟のウッホといつも行動を共にしており、阿久津組幹部のアキラの立場を利用すると同時に彼に金稼ぎを教えるなど次第に腐れ縁のような関係となっていく。初登場時はアキラにAV制作のシノギに対する厳しさについて教え、「犯罪が絡まなきゃ素人でも出来るんだよ！！」と一喝した。その後は当たり屋稼業に転身し、アキラやウッホと共に金を稼ぎ、本格的に始動しようとするもアキラと別れた後に仕掛けた当たり屋で3億円を手に入れたことでヤクザを辞めて沖縄で老後を送ることを告げた。
ウッホ/中村 成利（なかやま なるとし）
伊香の舎弟。沖縄出身。元プロボクサーでリングネームは「ウッホゴリ山」。殴られ役のボクサーだったとはいえ、その実力はヤクザ数人を圧倒するほどであり、アキラもその強さに驚いていた。しかし、人間性は下品で最悪の一言に尽き、パンチドランカーを思わせる挙動や異常行動が目立つ。一方で身体能力や頑丈さは高く、当たり屋では怪我することなく大袈裟に吹っ飛んで見せたり、伊香からは「ダンプに撥ねられても死なない」と言われている。当たり屋稼業として伊香やアキラと共に本格的に始動しようとするもその直前に仕掛けたシノギで全治3ヶ月の重傷を負う。しかし、相手が無免許かつ飲酒運転で大企業の御曹司だったことで3億円を入手し、伊香と共に故郷の沖縄に戻ると告げた。

### 関東菊水会
ツトム／沖田 努（おきた つとむ）
菊水会組員で、鷹山の舎弟。元プロボクサー。鷹山と丈二の諍いがきっかけで丈二と出会い、カオリに一目惚れしたことを機に丈二と行動を共にするようになる。
飴菊戦争に端を発する海江田組との抗争で、鷹山の仇を討つため単身山崎を襲撃。その事実をもみ消そうとした安田に拉致され、覚醒剤中毒にさせられ廃人となってしまう。その後幻覚症状に襲われて丈二を殺害しようとし、身を守ろうとした丈二の銃弾に倒れ命を落とした。
正式な兄弟分ではないが、馬の合う親友同士で兄弟盃を交わす約束もしていたことから、丈二は死後も兄弟分として扱っている。
鷹山 忠（たかやま ただし）
菊水会幹部。新宿では名前の通った百戦練磨の猛者だったが、債権回収に関する丈二との諍いに敗れたことで落ち目となる。その後の飴菊戦争で、極道として再びのし上がるために手打ちを破らせ、これによって仲裁役の海江田組が激怒、石田らに襲撃され殺害された。
安田 登（やすだ のぼる）
菊水会会長。的屋・飴善屋一家との抗争を激化させ、海江田組による抗争の仲裁が鷹山によって破られたことにより、海江田組から引退を迫られる。その状況を打破するためツトムの山崎襲撃に乗じ、江原らの後ろ盾を得て山崎殺害のためヒットマンを差し向ける。更に大西も暗殺させたが、ツトムの居場所を探しに本宅に乗りこんできた丈二に殺害された。
林田 与一（はやしだ よいち）
菊水会若頭。後に安田の後を継いで会長となり、江原が山崎殺害を指示した証拠を盾に、海江田組三代目を継いだ江原の舎弟となった。
宮田 篤（みやた あつし）
菊水会幹部。山崎襲撃後、ゴールデン街に潜伏してるツトムを連れ戻しに来る。

### 千葉阿久津連合会
丈二が明石組の関東進出を防いだことがきっかけで出来た、千葉全域の暴力団の連合体。白浜組を本家とする白浜一家を中心に、2000人以上の構成員からなる。白浜組は江戸時代から続く名門で数多くの分家を持っているが、七代目時代は構成員わずか五名という弱小組織だった。丈二のお陰で会全体の勢いも増すが、派閥は少数の木更津派と多数の千葉派に分かれており、木更津派が会の中核を担っていたことから一時期分裂の危機に陥ったこともある。
政岡 光利（まさおか みつとし）
七代目・八代目白浜組若頭。愚連隊時代にたった一人で尾仁組を潰したことから『鬼殺しの政岡』の異名で呼ばれており、博徒としても義侠心に厚い。八代目となった丈二を若頭として陰日向に支え、丈二が千葉阿久津連合会会長・白浜一家総長となった時には白浜組九代目・白浜一家若頭を襲名。更に丈二が千葉を去った後は白浜組十代目をタカシに譲り、白浜一家総長となった。その後も度々登場し、丈二のサポート役として活躍する。
年齢の近い石田と仲が良い。風間の妹・美保と婚約していたが、尾仁組との抗争に巻き込まれて殺害され、以来独身を貫いている。
風間 真司（かざま しんじ）
四代目真鍋組幹部・風間組組長。政岡が愚連隊だった頃からの舎弟。政岡が白浜組八代目を襲名できなかったことに逆上、丈二襲撃を命令し一度は殺害するが、奇跡的に蘇生した丈二から八代目としての胸中を打ち明けられ、以降は白浜組と友好的な関係を築く。後に富山が真鍋組五代目を襲名したときに、真鍋組若頭となった。丈二と江原の最終決戦でも登場したが、カルロスの仕掛けた爆弾で吹き飛ばされたと思われる。
富山 新市（とみやま しんいち）
四代目真鍋組若頭・富山組組長。後に五代目真鍋組組長となる。真鍋前組長の勧めもあり、明石組侵攻阻止後、丈二の舎弟となった。丈二が千葉から新宿に戻る時に二代目千葉阿久津連合会会長に就任したが、江原や反対派の工作にあい、体調の悪化もあり会長を辞任し引退した。
真鍋吉三郎（まなべ きちざぶろう）
四代目真鍋組組長。丈二に仲裁を依頼した加東組との諍いが自分の子分によって破られ、丈二の勧めもあってその責任をとるべく引退を決意、跡目を富山に譲った。昔ながらの極道。
轟 元太郎（とどろき げんたろう）
真鍋の舎弟で吉元組組長。酒癖が非常に悪く、度々問題を起こしていたが真鍋からは「酒がなければ気のいい奴」と評され、それだけに度々酒を控えるように忠告されていたらしい。加東組の店で酔って暴れ、それに怒った加東組組員に刺殺されたことで真鍋組と加東組の戦争に発展する。
加東 慎（かとう しん）
千葉加東本家(加東組)組長。真鍋組との諍いを丈二に仲裁されたことをきっかけに、丈二と親交を深める。明石組との抗争後に丈二の舎弟となり、その後も丈二を慕っている。丈二が新宿へ戻った後、インチキ霊媒師の口車に乗せられ、組を解散しようとしたことがある。丈二と江原の最終決戦でも登場し、突撃の際に出遅れたことが幸いして爆撃はされずに済んだが、自身と共に突撃した人間達が吹き飛ばされたのを見て絶叫する。
吉田慎次郎（よしだ しんじろう）
四代目藤原組組長。丈二の「シマを返せ」という要求にも素直に応じるなど物分かりの良い人物に見えたが、政岡曰く「食えないやつ」で裏では丈二に木更津湾の工事に介入させないよう画策するなど狡猾な一面がある。明石組と白浜組の決闘に参加せず、その責任をとる形で引退した。
浅田 光二（あさだ こうじ）
四代目藤原組若頭・浅田組組長。明石組の策略にはまり、期せずしての関東侵攻の足がかりを作ってしまった。明石組との決闘に参加しなかった責任を取って引退した吉田の跡を継ぎ、藤原組五代目を襲名。同時に組を存続させるため丈二の舎弟となった。
川上 鉄郎（かわかみ てつろう）
二代目千葉阿久津連合会理事長→三代目会長。富山の二代目引退を受け、旧・三代目海江田組による千葉連合と阿久津組の分離工作によって三代目会長となった。丈二が海江田組の新・三代目となった後、連合の分裂を危惧した丈二の後押しにより会長を続投。それをきっかけとして丈二に心酔し、兄貴分として心から慕うようになった。

### 神戸明石組
神戸市を本拠地とする日本最大の暴力団。関東の博徒といがみ合うことが多い。
渕上 重正（ふちがみ しげまさ）
三代目神戸明石組若頭補佐→若頭・渕上組組長。現在は関東と関西の極道の共存共栄を唱えるなど穏健派の印象が強いが、昔は愚連隊を率いて明石組相手に暴れていたなど生粋の武闘派であった。その後明石組に捕まり殺されそうになるが、当時明石組に客人として訪れていた山崎の仲裁で助命された事がきっかけで山崎を尊敬している。
府中刑務所で土橋や特少ブラザーズに制裁を加えていたところを丈二に仲裁される。本来なら土橋らが先に手を出した事もあり、問答無用の状況だったが、丈二が山崎の組の若い衆だと知った事、嘆願のために土下座をする姿がかつて自分のために山崎がした姿と重なったため、本来無いはずの仲裁を受け入れる。仲裁の条件として出した「土産を持ってくること」と言う条件を丈二が想像を遥かに超える形で成したため、それがきっかけで丈二に一目置くようになり、出所後も何かと目をかけ親交を深めている。
丈二が白浜組八代目を継承する手筈を整え、また海江田組三代目を引退する時には丈二を舎弟に迎えている。三代目組長の田村の死去に伴って明石組四代目を襲名、組を割った大森との間で抗争を繰り広げる。その後、大森率いる三栄会との抗争では嘗ての武闘派時代を彷彿とさせる攻撃ぶりを発揮し、壊滅に追い込む。
田村 芳雄（たむら よしお）
三代目神戸明石組組長。「彼の下では一癖も二癖もある極道達が結束する」と評されるほどのカリスマ性を持つ。府中刑務所での服役中に持病が悪化したが、国から獄死を望まれており、入院治療の許可が下りず苦しんでいた。「前の人生」では治療を受ける事なく死亡したが、「後の人生」では丈二の手で八王子医療刑務所への移送が認められ、治療に専念する事が出来た。以来丈二を明石組の直若に取り立てようとするなど、何かと気にかけていた。出所後、渕上らに見守られながら71歳で天寿を全うした。
大森 丈博（おおもり たけひろ）
三代目神戸明石組若頭補佐・大森組組長。渕上と仲が悪く、渕上組若頭を利用し罠に陥れたり、折に触れていがみ合っている。大阪で浮浪者生活を送っていた江原を拾い上げた後に、渕上の四代目継承に異を唱えて組を割り、約半数の直系組長達と共に「三栄会」を立ち上げるも、渕上率いる四代目明石組の猛攻で壊滅。江原にもあらゆる弱みを握られ、引きこもりとなる結末を迎えた。
倉田 通利（くらた みちとし）
大森組・倉田会組長。大森の側近で、府中刑務所では渕上と行動を共にしていた。大森を心から慕っている一方、大森とは不仲の渕上に可愛がられ、また渕上と同じく丈二を可愛がっており、リーダーとして当たった明石組の木更津侵攻では板挟みで苦悩する場面もあった。しかし、大森のことは最後まで親として尊敬しており、彼が追い詰められた際には指を詰め、汚名を着てまで庇おうとした。
伯野 浩二（はくの こうじ）
倉田会舎弟頭・伯野組組長。アキラの博多時代の兄貴分で、組が解散した後、梅鉢一家の再興を夢見て明石組の一員となった。白浜組の柳下を殺害したことでアキラと決闘になり、アキラの放った銃弾を腹に受けて命を落とした。
中田健次郎（なかた けんじろう）
三代目神戸明石組本家若頭・中健組組長。明石組のナンバー2で四代目候補筆頭であったが、持病と服役中であったため候補から外れた。「前の人生」では田村の死後は後を追うように病死し、明石組分裂へつながるが、「後の人生」では丈二により田村が入院治療を受ける事が出来たため、田村より先に病死した。
桐島 大輔（きりしま だいすけ）
中健組若頭・健誠会会長。明石組若頭の中田が組長を務める中健組若頭で丈二曰く「未来の明石組のリーダーになる予定」だが、詳細は不明。

### 台湾マフィア
王 傑臣（ワン・ジィエチェン）
新宿を根城にする台湾マフィア「四龍幇」幹部。「ピストル王」の異名を取る凄腕の殺し屋で台湾政府要人を始めとする数々の暗殺に関わっているとされ、敵対する相手は残忍な手口で追い詰めてゆくことから丈二からは恐れられていた。海江田組が経営するビニ本屋の常連客で、「前の人生」では店長だった丈二の顔見知りだったが、虎林幇との抗争の末に殺害された。「後の人生」では、阿久津組が四龍幇と旧・三代目海江田組との覚醒剤取引の現場を襲撃した時に丈二と初めて顔を合わせ、大田原組と虎林幇の諍いをきっかけに、虎林幇と共に阿久津組と提携関係を結ぶ。
黄 銀海（ホアン・インハイ）
台湾マフィアでも最大勢力を誇る「虎林幇」幹部。四龍幇との抗争に大田原組を巻き込んだが、丈二の「前の人生」でのピストル王事件の記憶が鮮烈に残っていたため失敗し、四龍幇と共に阿久津組と提携関係を結んだ。

### 日本政府

#### 安倍信太郎内閣
丈二の関わったある一件によって誕生した内閣。
安倍信太郎
第７４代内閣総理大臣。６３歳。竹下昇が失脚したことでニューリーダーの中で一歩抜きんでて総理大臣に就任したが次々と発生するテロに自分の不運を嘆いた。
加藤 紘二
自治大臣国家公安委員長。４８歳。警察を指揮する立場で次々と起こるテロに追い込まれていく。
橋本竜二郎
総務庁長官。５０歳。警察庁警備局長の答弁に激しく激怒し厳しく追及した。
宮沢 貴一
大蔵大臣。６８歳。
羽田 勉
外務大臣。５２歳。
小渕 慶三
農林水産大臣。５０歳。ともすれば激高する閣議を穏便な方向に誘導しようとする。
宇野 総助
文部大臣。６５歳。
森 良朗
厚生大臣。５０歳。
石原信太郎
防衛庁長官。５５歳。治安出動には積極的な発言するも防衛出動には躊躇する。
小沢 二郎
郵政大臣。４５歳。
三塚 弘
内閣官房長官。６０歳。
小泉俊一郎
経済企画庁長官。４６歳。沢村大蔵事務次官の最悪株価5000円もあるとの発言に冗談にもそんなことを言うなと激怒する。
加藤 五月
通産大臣。６１歳。
中山 太朗
運輸大臣。
越知 偉平
建設大臣。
渡辺美智夫
民自党幹事長。
石原 伸雄
内閣官房副長官。６１歳。
沢村
大蔵省事務次官。防衛出動された場合の日経平均株価を5000円もあり得ると発言する。

#### 警察庁
武藤 啓司
警察庁長官。５５歳。
尾形 久作
警備局長。警視監。５１歳。責任逃れの官僚的答弁に終始して橋本竜二郎の怒りを買う。

#### 法務省
村田 悦司
矯正局局長５５歳。
権藤 虎美
府中刑務所所長。５７歳。刑務官島津との愛人関係をネタに丈二に脅され、明石組三代目の警察病院への入院を認めたことにより左遷。前の人生では6年後にAIDSで病死していた。
源田 光雄
権藤の後任の府中刑務所所長。囚人たちに過酷な取り扱いを行ったことで暴動を招く。その責任を取らされて網走刑務所博物館館長に左遷される。
砂村 一平
府中刑務所管理部長。５２歳。暴動後は囚人たちとの交渉の窓口となる。
杉本 泰造
府中刑務所保安課課長。４５歳。
井出
府中刑務所刑務官。神田賢治が早期仮出所するために舎弟の若い衆５人に結婚を控えた娘を強姦され娘が自殺したことにより丈二たち海江田組関係者の囚人を特に憎む。但し神田に彼女を殺された土橋には親近感を抱き便宜を図る。的屋を死に追いやり府中刑務所暴動の原因をつくる。

#### 警視庁
川鍋 捷夫
警視総監。
川田 左京
警視庁副総監→内閣安全保障室長。５５歳→６０歳。府中刑務所暴動対応にあたった警視庁幹部。丈二に注目している。
菅原 武彦
警視庁公安部部長。警視長。５２歳。
野平 康平
警視庁警備第一課課長。警視正。３８歳。府中刑務所暴動時の現場指揮官。
吉田 正雄
警視庁公安部公安第二課巡査部長→警部。３２歳。府中刑務所暴動時に刑務所内に潜入していた警官。東京でテロが続発する中、丈二を尋問する。
広沢 文治
警視庁新宿警察署刑事課捜査４係主任。巡査部長。丈二や海江田組とは長い付き合い。ある女性の兄の人探しを丈二に依頼する。
大野 繁雄
警視庁新宿警察署刑事課捜査４係。巡査長。その死はある人物の人生を変える。

#### 自衛隊
石井 政夫
陸将。統合幕僚会議議長。
寺島 泰二
陸上幕僚長。

#### 野党
土肥たか子
社共党委員長。自衛隊の防衛出動に反対するも続出するテロを前に安倍首相に押し切られる。

## ドラマ
日本テレビ系列で7回にわたってテレビドラマ化され、ビデオが発売されている。

### 放映履歴
1. 代紋 TAKE2〔1〕 （1993年3月11日放送、ドラマシティ枠）
2. 代紋 TAKE2〔2〕〜孤狼の章〜 （1994年2月6日放送）
3. 代紋 TAKE2〔3〕〜獄中の狼たち〜 （1994年11月20日放送）
4. 代紋 TAKE2〔4〕〜襲名! 白浜組八代目〜 （1995年6月25日放送）
5. 代紋 TAKE2〔5〕〜丈二、木更津に死す! 〜 （1996年1月28日放送）
6. 代紋 TAKE2〔6〕〜勃発! 白浜組VS明石組〜 （1996年12月8日放送）
7. 代紋 TAKE2〔7〕〜激突! 木更津戦争〜 （1997年2月9日放送）

### キャスト
- 阿久津丈二：的場浩司
- 島村カオリ：藤谷美和子
- 江原真悟：杉本哲太
- 山崎忠義：西岡徳馬
- 浅野洋一：菊池健一郎
- 石田一成：春田純一
- 福永孝：大森嘉之
- 佐山久：松澤一之
- 森下晶：金山一彦
- 美也子：竹内都子
- 沖田努：前田耕陽
- 渕上重正：八名信夫
- 倉田通利：斎藤洋介
- 矢野欣也：山崎りょう
- 政岡光利：山崎りょう
- 伯野浩二：デビット伊東
- 大森丈博：大和田伸也
- 松田さやか：大路恵美

## OVA
東映VANIMEレーベルでOVA化され、全2巻が発売されている。
- 『代紋TAKE2』- 1993年10月25日発売。

　　エンディングテーマ「恋心クライマックス」　作詞・作曲 - 時正 / 編曲 - 近藤敏三 / 歌 - Z - BACK（レーベル：フォーライフレコード）
- 『代紋TAKE2 第II章』- 1995年11月25日発売。

　　エンディングテーマ「Yes,I do」　作詞・作曲 - 青西高嗣 / 編曲 - 坂倉雅一 / 歌 - 青西高嗣（レーベル：VAP）

### キャスト
- 阿久津丈二：森川智之
- 島村カオリ：永島由子
- 江原真悟：速水奨
- 山崎忠義：小林清志
- 浅野洋一：高木渉
- 石田一成：
- 福永孝：林延年
- 佐山久：掛川裕彦
- 森下晶：
- 美也子：江森浩子
- 沖田努：磯部弘
- 渕上重正：
- 倉田通利：
- 矢野欣也：中村大樹
- 政岡光利：
- 伯野浩二：
- 大森丈博：
- 松田さやか：
- 仲西建造：松尾銀三
- 大西康雄：佐藤正治
- 土橋義実：江川央生
- 白木康二郎：塩屋浩三
- 鷹山忠：屋良有作
- 川村支店長：龍田直樹
- 山倉社長：田中和実
- 山倉夫人：中友子

## 備考
- 『週刊ヤングマガジン』1996年45号掲載の第315話『それぞれの「大義」』は、実在の人物（リクルート事件や東京佐川急便事件の関係者）を元にしたと思しきキャラクターの描写に問題があったようで、掲載号が回収されることとなり、単行本にも未収録である（ただし雑誌側は理由を「不適切な表現」とするに留めている）[1]。

- 単行本冒頭に実写と漫画を組み合わせたカラー作品(多くはエロネタ)が収録されていることがある。

- 作画の渡辺が海江田組の「海」を元に代紋をデザインしたが、「海江田組は枝の組なのでトップ組織の『通し代紋』でないとおかしい」と木内に指摘され、代紋のデザインと辻褄を合わせるために八州田上連合という名称が作られた。代紋は八と田が組み合わされた意匠ということにされている。

- 初期から中期にかけて「〜だろうも（でしょうも）」という言い回しが見られる。これは自分の考えを主張したり相手に同意を求める「〜だろう？」を強調した「〜だろうが」という意味で使用される。これは関東では使用されないが、木内の出身地である福岡では「〜やろうも（でっしょうも）」という言い方が存在し、木内が全国で使用されていると思い込んでいたためこのような言い回しが生まれた。木内は漫画中のセリフも全て考えており、初期に渡辺がセリフを自己判断で変更した際、木内に「こっ酷く叱られた」（渡辺談）ため以降はそのまま掲載されていた。